# Davidson Kempner
Davidson Kempner Capital Management es un fondo de inversión estadounidense. Se trata de una firma global de gestión de inversiones alternativas institucionales con más de 34 000 millones de dólares en activos bajo gestión. Davidson Kempner tiene su sede en la ciudad de Nueva York, con oficinas adicionales en Londres, Dublín, Hong Kong y Filadelfia. La firma está dirigida por Anthony A. Yoseloff, quien se desempeña como gerente ejecutivo y director de inversiones.
El 17 de septiembre de 2018, Davidson Kempner fue calificado como el noveno fondo de cobertura más grande del mundo. La compañía tiene aproximadamente 347 empleados directos en las cinco oficinas de la empresa. La firma tiene su sede en la emblemática Avenida Madison de Manhattan, en  Nueva York.

## Historia
Davidson Kempner fue fundada en mayo de 1983 por Marvin H. Davidson, e inicialmente se llamó M.H. Davidson y Cía. Thomas L. Kempner, Jr. se unió a la firma en diciembre de 1984 y fue ascendido a socio en 1986 y nombrado miembro gerente ejecutivo en enero de 2004. La empresa se abrió al capital externo en 1987 y se registró como asesor de inversiones en la Comisión de Bolsa y Valores en 1990. Anthony A. Yoseloff se incorporó en agosto de 1999 y se convirtió en gerente en enero de 2004. Yoseloff se convirtió en gerente ejecutivo adjunto en enero de 2012 y gerente coejecutivo con Kempner a partir del 1 de enero de 2018. Thomas Kempner se jubiló a finales de 2019.
En 2015 el Estado asociado a los EE. UU. de Puerto Rico se declaró en quiebra al no poder pagar los 58 millones de dólares de intereses a su vencimiento, por lo que entró en cesación de pagos. Un grupo de fondos buitre, entre los que se encontraban Davidson Kempner y Aurelius Capital, rechazaron la decisión. Estos fondos tenían en sus manos 4500 millones de dólares de deuda, y contrataron servicios jurídicos para negar la posibilidad de una quita y proceder a embargar activos puertorriqueños.
En el verano de 2020, la empresa rescató a Virgin Atlantic Airways con 170 millones de dólares de fondos de emergencia para ayudar a compensar el impacto de la pandemia de COVID-19 en la aerolínea.
DK ha llevado a cabo algunas operaciones como co-inversor y socio operativo con el fondo turco Afendis Capital Management en negocios de la industria alimentaria y la farmacéutica en Europa, Oriente Medio y África destinadas a la inversión y reestructuración en industrias de galletas, chocolate y snacks, como la turca Golf, la española Cerealto Siro Foods o la neerlandesa Ysco.